# Вайсс, Клод-Мариюс
Клод-Мариую́с Вайсс (фр. Claude-Marius Vaïsse), полное имя — Жан Клод Мариую́с Магделе́н Вайсс (фр. Jean Claude Marius Magdeleine Vaïsse; 8 августа 1799, Марсель, Франция — 29 августа 1864, Лион, Франция) — французский государственный и политический деятель. Министр внутренних дел Франции в течение одиннадцати недель в составе эфемерного «малого министерства» в 1851 году. В период Второй империи, с 1853 года и до своей смерти в 1864-м — префект департамента Рона и фактический мэр Лиона. С 1854 года — сенатор Франции. При Вайссе в Лионе были проведены масштабные строительные работы, подобные тем, что в то же время шли в Париже — за это Вайсс получил прозвище «лионского Османа». Под его руководством был перестроен центр города, через который были проложены две парадные улицы: Имперья́ль (фр. rue Impériale, ныне улица Репюблик) и Императри́с (фр. rue de l’Impératrice, ныне улица Президан-Эдуар-Эррио), а также создан парк «Тет д’Ор» и другие объекты.

## Ранняя биография
Жан Клод-Мариюс Магделен Вайсс родился в Марселе 21 термидора VII года по действовавшему в то время французскому республиканскому календарю (8 августа 1799 года по григорианскому календарю) в семье выходцев из Руэрга. Он изучал право в Париже, после чего вернулся в свой родной город и приобрёл лицензию авуэ. В 1830 году Вайсс продал её и перешёл на государственную службу.
Карьеру в государственных органах Вайсс начал в качестве генерального секретаря департамента Буш-дю-Рон, затем поочерёдно занимал различные посты: с 18 июля 1837 года — секретаря правительства в городе Алжире, с 21 августа 1839 года — супрефекта департамента Эна в Сен-Кантене, с 23 ноября 1841 года — префекта департамента Восточные Пиренеи, с 1 сентября 1847 года — генерального директора по гражданским делам Французского Алжира, с 24 января 1849 года — префекта департамента Ду, с 20 ноября того же года — префекта департамента Нор.
24 января 1851 года по приглашению президента Луи-Наполеона Бонапарта Вайсс вошёл в качестве министра внутренних дел в состав так называемого «малого министерства». Вследствие этого 7 марта 1851 года он был заменён на посту префекта, но уже 10 апреля правительство ушло в отставку. В июле был избран депутатом Законодательного собрания от департамента Нор, однако всего через полгода, после государственного переворота 2 декабря 1851 года, оно было распущено. 25 января 1852 года Вайсс стал членом Государственного совета, затем — инспектором префектур.
Императорским декретом от 4 марта 1853 года Вайсс был назначен главой администрации департамента Рона с очень широкими полномочиями, объединявшими в себе прерогативы префекта департамента и мэра Лиона.

## Вайсс в Лионе

### Назначение
Назначению Клода-Мариюса Вайсса префектом Роны предшествовала интрига.
20 февраля 1853 года министр внутренних дел Виктор де Персиньи вызвал в Париж префекта департамента Жиронда Жоржа Эжена Османа, которому ставший императором Бонапарт собирался предложить пост префекта департамента Рона, совмещённый с постами мэра Лиона и руководителя местной полиции. Однако Осман предпочёл остаться в Жиронде и отказался от предложения.
Наполеон III болезненно воспринял отказ Османа, что не помешало императору через несколько месяцев предложить тому гораздо более престижный пост префекта департамента Сена, включавший город Париж — и на этот раз Осман принял предложение. После отказа Османа Персиньи, который был уже знаком с Вайссом, предложил императору его кандидатуру. В результате 4 марта Вайсс занял пост префекта Роны, первоначально предназначавшийся Осману. Персиньи писал позднее в своих мемуарах, что сперва подумывал о том, чтобы предложить Вайссу не Лион, а Париж, но рад, что предпочёл Османа, поскольку

…г-н Вайсс — человек светский, спокойный и воспитанный. Будучи выставленным на парижской сцене беззащитным перед интригами политиков, он бы не смог долго противиться их нападкам и покинул пост.

### Лион до Вайсса
В середине XIX века значительная часть центрального лионского района Прескиль между площадями Терро и Белькур представляла собой скопище обветшалых и неудобных для проживания домов, разделённых грязными, тёмными и узкими улочками — наследство Средних веков. Ситуация была такой, что историк и современник Вайсса Жан-Батист Монфалькон писал, будто голая земля порой стоила там дороже, чем застроенная.
Ещё до прибытия Вайсса в городе уже начинались урбанистические преобразования — хаотично построенные средневековые кварталы сносились, их место занимали здания, построенные на плановой основе: так, в 1830-х годах была проложена улица Сантраль (фр. rue Centrale, ныне разделена между улицами Брест и Поль-Шенавар). Также декретом от 24 марта 1852 года к городу были присоединены его пригороды Вэз, Круа-Русс и Гийотьер, полномочия их мэров отошли к префекту, а получившаяся территория была разделена на пять округов.

### Вайсс как лионский политик
Новый префект начал политику, направленную с одной стороны на поддержание гражданского спокойствия, а с другой — на процветание торговли и экономики города в целом. Он не встретил никакого серьёзного противодействия своим планам со стороны местной элиты. Даже архиепископ Бональд, несмотря на общее недовольство клерикальных кругов католической церкви итальянской политикой императора, был весьма сдержан в её оценке. Это позволило Вайссу полностью сконцентрироваться на своих урбанистических проектах.
4 декабря 1854 года Наполеон III назначил Вайсса сенатором Франции при сохранении за ним постов префекта и мэра. Однако тот, будучи занятым строительными проектами в Лионе, очень редко заседал в Сенате.
Единственное, чего не удалось искоренить префекту — это республиканские настроения среди лионцев, подтверждённые результатами парламентских выборов 1863 и 1869 годов.

### Перестройка Лиона при Вайссе
Новый префект начал в городе столь масштабные и столь затратные строительные работы, какие не мог позволить себе никто из его предшественников. Первоначально роль городского архитектора при нём исполнял Рене Дардель, однако он оказался слишком авторитарным и вместе с тем — несобранным, что быстро надоело руководителю города. После нескольких размолвок, в июле 1854 года Вайсс заменил его на Тони Дежардена, а ответственным за дорожное строительство назначил Гюстава Бонне, который, по мнению исследователя Доминика Бертена, и стал главным вдохновителем изменений центра Лиона.
Первой и самой заметной стройкой стала прокладка улицы Имперьяль (ныне улица Репюблик), для чего были снесены 289 старых домов, на месте которых появились монументальные здания. Через несколько лет параллельно этой улице была проложена улица Императрис (ныне улица Президан-Эдуар-Эррио). В результате Прескиль превратился из трущоб в престижный буржуазный район.
Задачи работ были не только урбанистическими, но и лежавшими в сфере безопасности: военный губернатор города маршал Кастелян, памятуя о восстаниях ткачей 1831 и 1834 годов, настойчиво требовал от префекта, чтобы вновь прокладывавшиеся улицы были достаточно прямыми и просторными для использования кавалерии в случае бунта.
Огромные средства были потрачены на перестройку Тони Дежарденом здания мэрии, расположенного в конце двух вновь проложенных улиц, и Вайсс переселился в него из старого, скромного здания префектуры, располагавшегося к югу от площади Императрис (ныне площадь Жакобен).
За пределами центра города, на месте выкупленного у больницы «Отель-Дьё» леса, был разбит парк «Тет д’Ор». По мнению Вайсса, парк должен был стать «садом для тех, у кого его нет».
Чтобы избавить город от наводнений, подобного катастрофическому наводнению 1856 года, вдоль двух лионских рек — Роны и Соны — были обустроены набережные. На холме Круа-Русс появилась одноимённая больница, а на месте старого оборонительного вала был проложен одноимённый бульвар.
Городом было выкуплено право взимания платы за проезд по мостам, и вскоре она была отменена: с 25 августа 1860 года на мостах через Рону, а в 1865 году — через Сону.
По настоянию Вайсса была обновлена железнодорожная сеть Лиона: построены пассажирские вокзалы Перраш и Бротто и товарные станции Перраш, Вэз и Гийотьер.

### Смерть Вайсса
29 августа 1864 года префект принимал у себя заместителя мэра коммуны Бринье. Неожиданно Вайсс потерял сознание и упал ничком. Быстро прибывший врач смог лишь констатировать смерть сенатора от апоплексического удара, как в те годы называли инсульт. После отпевания, состоявшегося в Лионском соборе, тело Вайсса отвезли в его родной город Марсель, где состоялось погребение на кладбище Сен-Пьер.

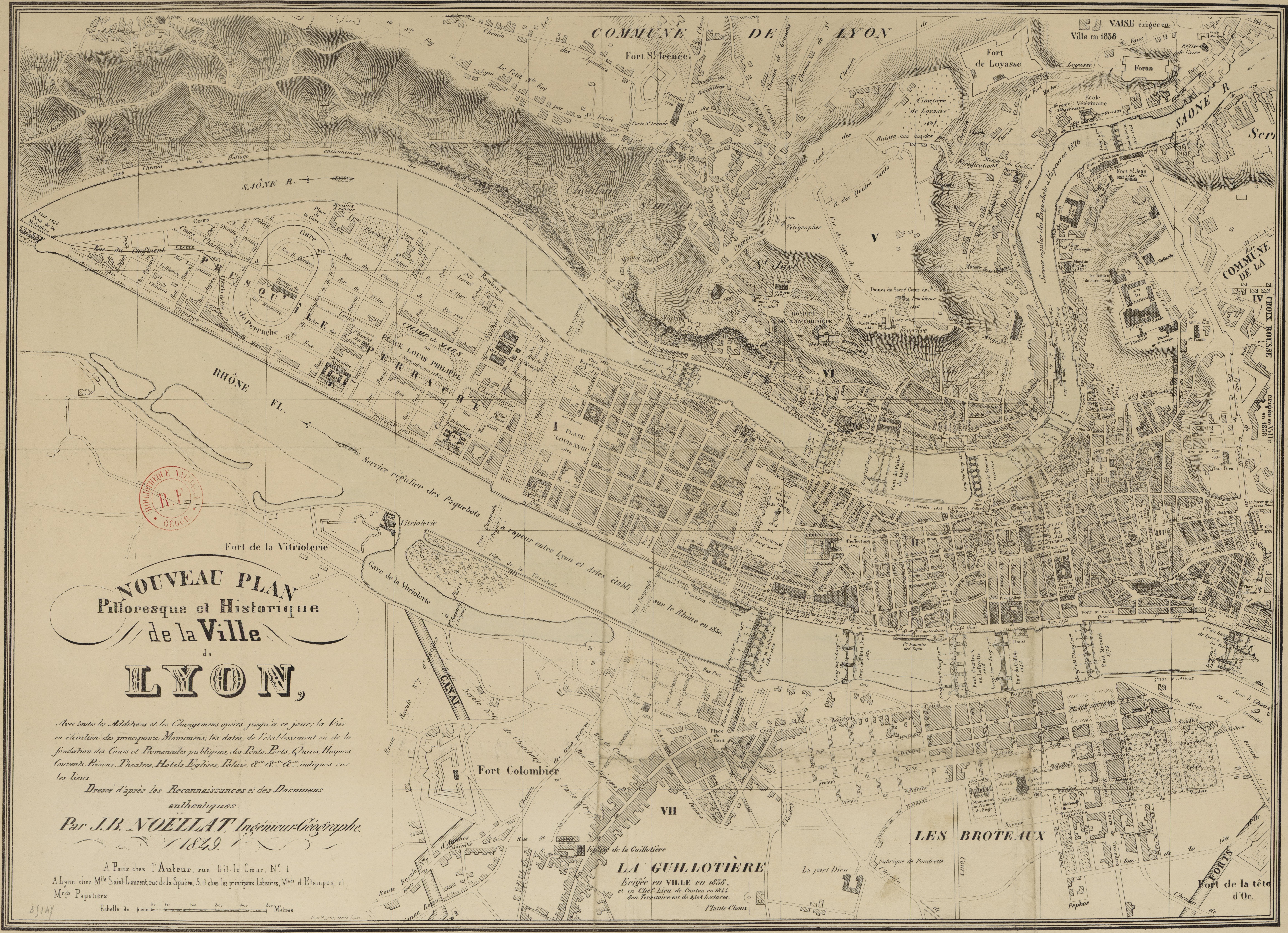
План Лиона 1849 года
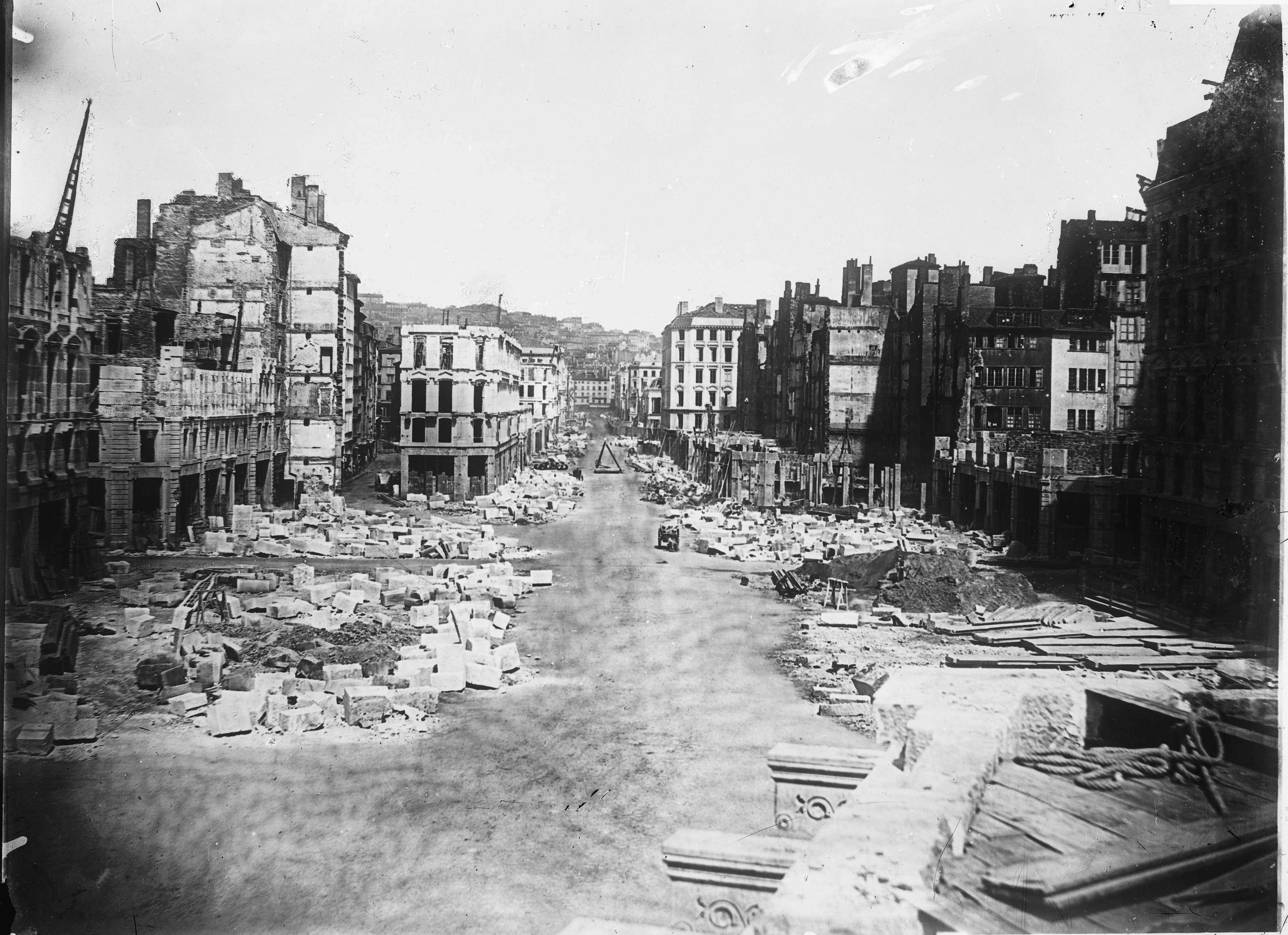
Работы по прокладке улицы Имперьяль в 1856 году
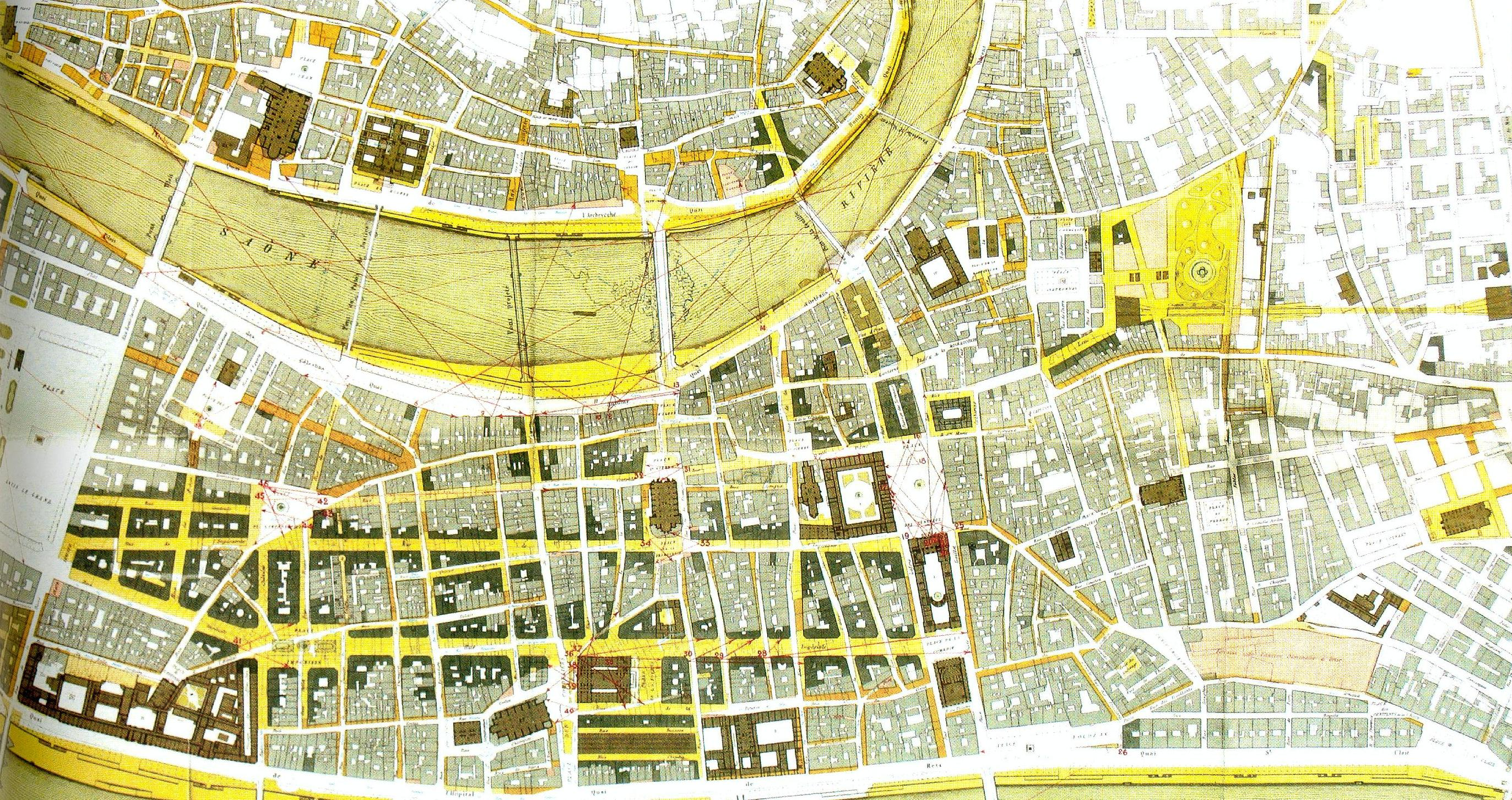
План перестройки Лиона от 1863 года, выполненный Гюставом Бонне
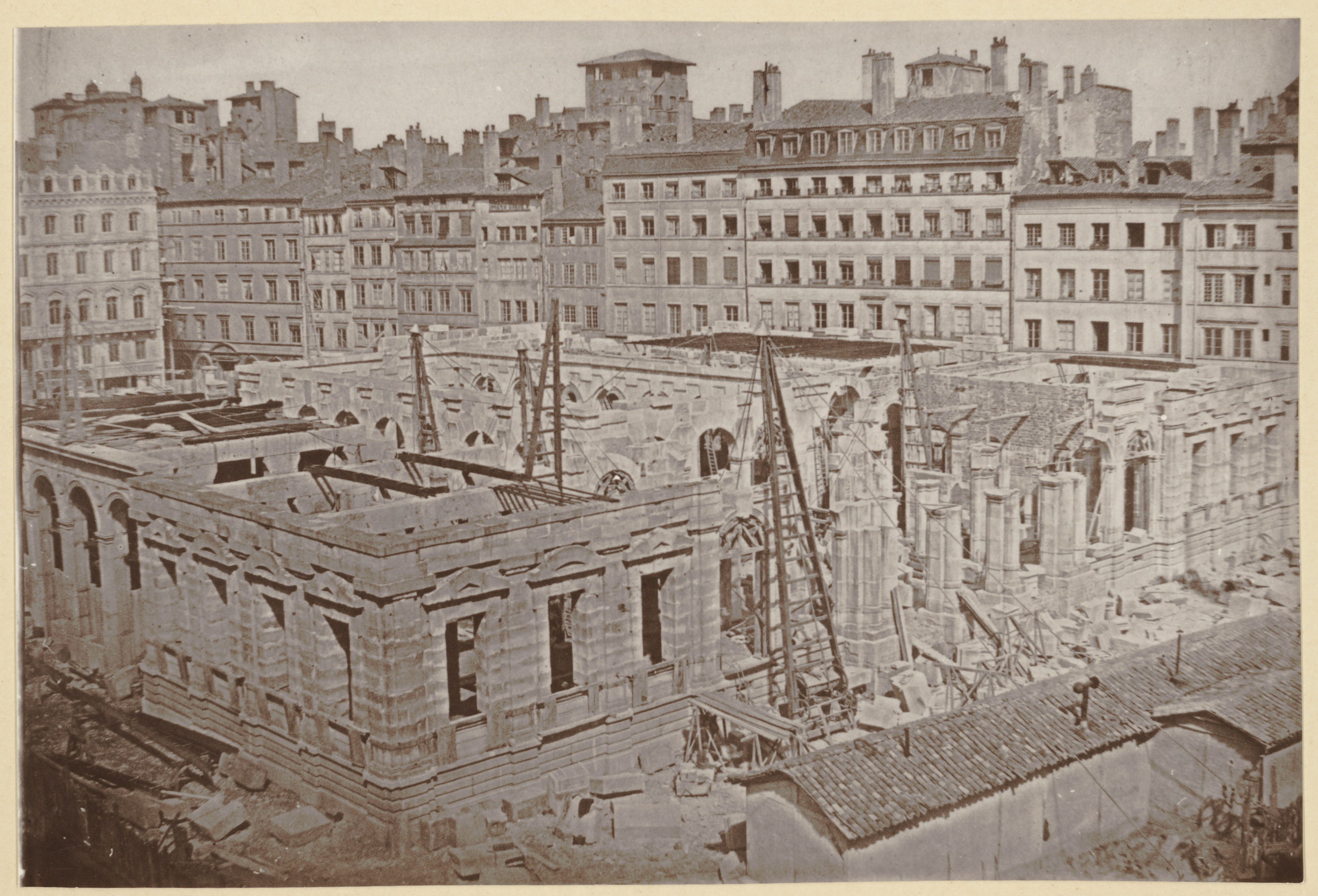
Строительство Дворца торговли при прокладке улицы Имперьяль
План Лиона 1871 года с новыми кварталами Гийотьер, Бротто, Вэз и Круа-Русс

## Наследие
Многие современники высоко оценивали деятельность Клода-Мариюса Вайсса на посту префекта департамента и руководителя крупного города:
По словам Эмиля Оливье, Вайсс был столь же эффективен в деле городского обновления, как и Осман, но в личном плане обладал «противоположными качествами: умеренностью, тактом, изяществом, скромностью».
Персиньи писал в своих мемуарах, что префект Роны «прикладывал к своей работе заметный ум, усердие и упорство, сам всегда оставаясь в тени», и что благодаря его деятельности «Лион стал одним из красивейших городов мира».
Тем временем после кончины Вайсса в стране наступали более либеральные времена, мода на авторитаризм стремительно заканчивалась. Бывшему префекту ставили в вину колоссальные средства, потраченные им на преобразования небольшой части города, при том, что значительная часть населения продолжала ютиться в старых пригородах. Кроме того, подняла голову пресса, которая принялась задавать неудобные вопросы о происхождении состояния Вайсса. В частности, публикации сатирической газеты La Marionnette привели к нескольким судебным процессам между издателями и наследниками сенатора. Обнаружилось, что префект располагал долей в 1/16 собственности некой брокерской компании. Выяснилось также, что Вайсс был «женат, не будучи женатым» на вдове генерала Дени де Дамремона, погибшего в 1837 году при осаде Константины: чтобы сохранить за вдовой право на получение генеральской пенсии, их с Вайссом свадьба была зарегистрирована не во Франции, а в Германии.
Заменивший Вайсса на посту префекта Анри Шевро заказал скульптору Гийому Бонне трёхметровую статую своего предшественника, но, под влиянием общественного мнения, она так и не была установлена. В течение нескольких десятилетий памятник хранился на складах муниципальных служб, пока наконец в 1890 году директор Музея естественной истории Лиона Луи Лорте не предложил использовать металл для создания памятника Клоду Бернару. Наследники Вайсса узнали про это и выкупили статую за 5500 франков, однако из-за внушительных размеров она так и осталась лежать на лионском складе. В конце концов в 1902 году памятник был продан производителю водопроводных кранов и переплавлен. В парке «Тет д’Ор» вблизи велодрома на массивном постаменте от так и не установленного памятника стоит небольшой бюст, явно несоразмерный своему основанию.
В память о бывшем префекте в Лионе появились некоторые топонимы: 28 апреля 1865 года набережная на левом берегу Роны, ведущая к созданному Вайссом парку «Тет д’Ор», была названа авеню Вайсс (фр. avenue Vaïsse), однако в 1947 году она была переименована в авеню Гранд-Бретань (avenue de la Grande-Bretagne). 21 декабря 1931 года в честь сенатора был переименован мост Сен-Клер (pont Saint-Clair) — один из мостов через Рону, но уже в 1952 году он был снесён; заменивший его получил имя в честь Латра де Тасиньи, а о старом мосте напоминает лишь мемориальная доска с медальоном. Сегодня только небольшая улочка в 6-м округе (по три дома с каждой стороны) напоминает на карте Лиона о бывшем префекте: улица Вайсс (rue Vaïsse) идёт от авеню Марешаль-Фош (avenue Maréchal-Foch) к улице Эльвети (rue d’Helvétie).
Зато ещё в 1861 году лионским помологом был выведен сорт груши, названный им «Сенатор Вайсс».

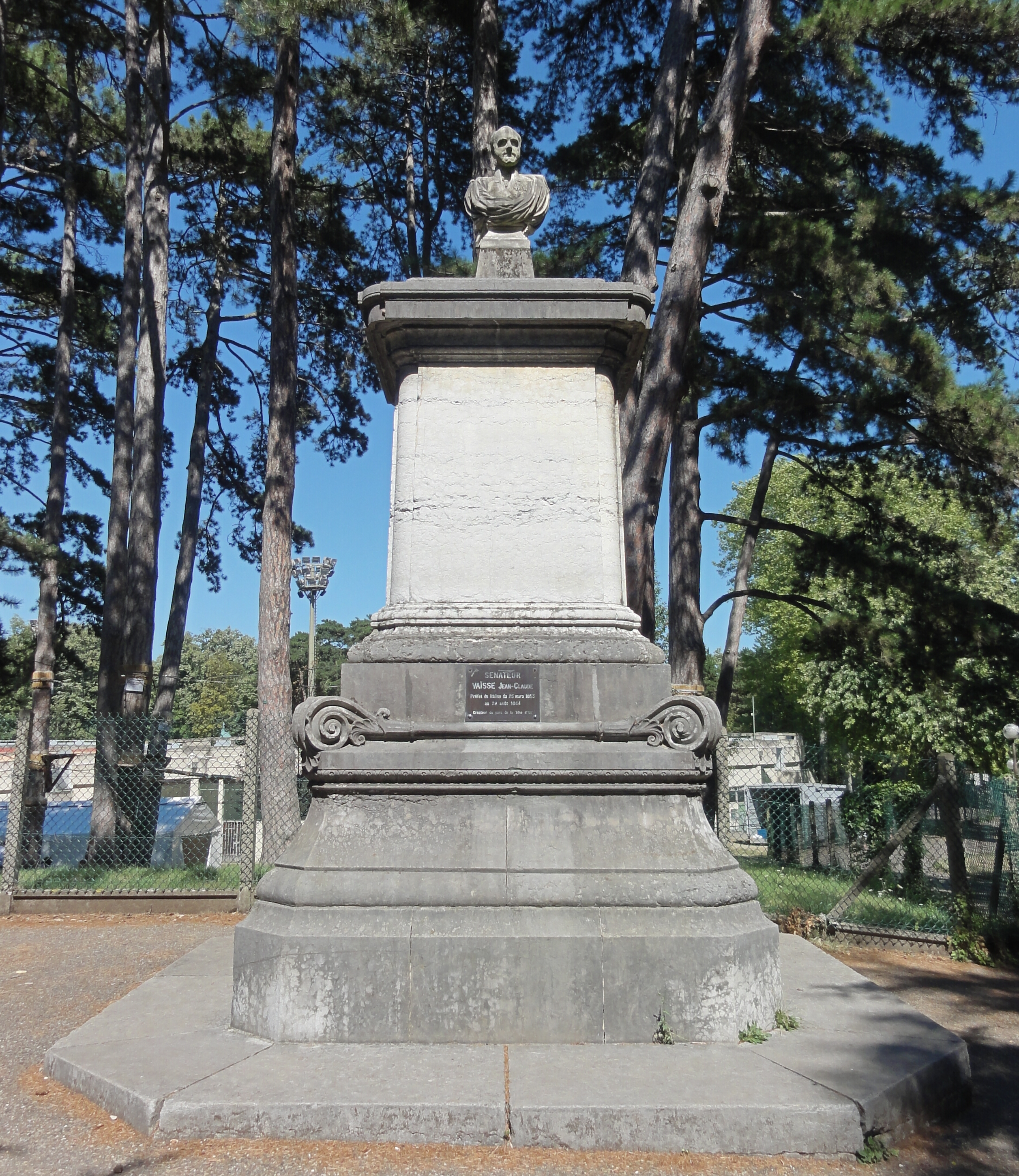
Памятник Вайссу в парке «Тет д’Ор»
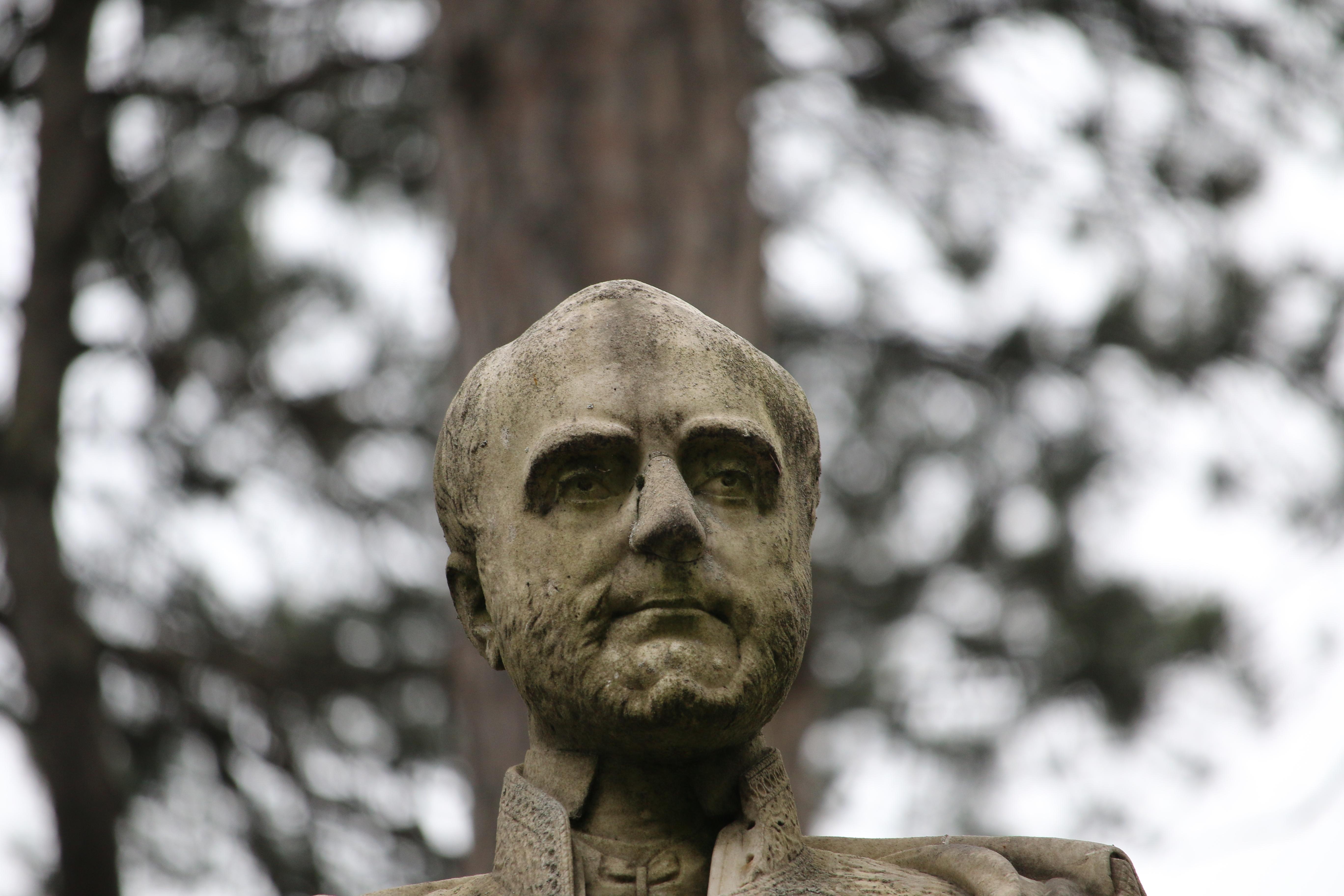
Фрагмент памятника
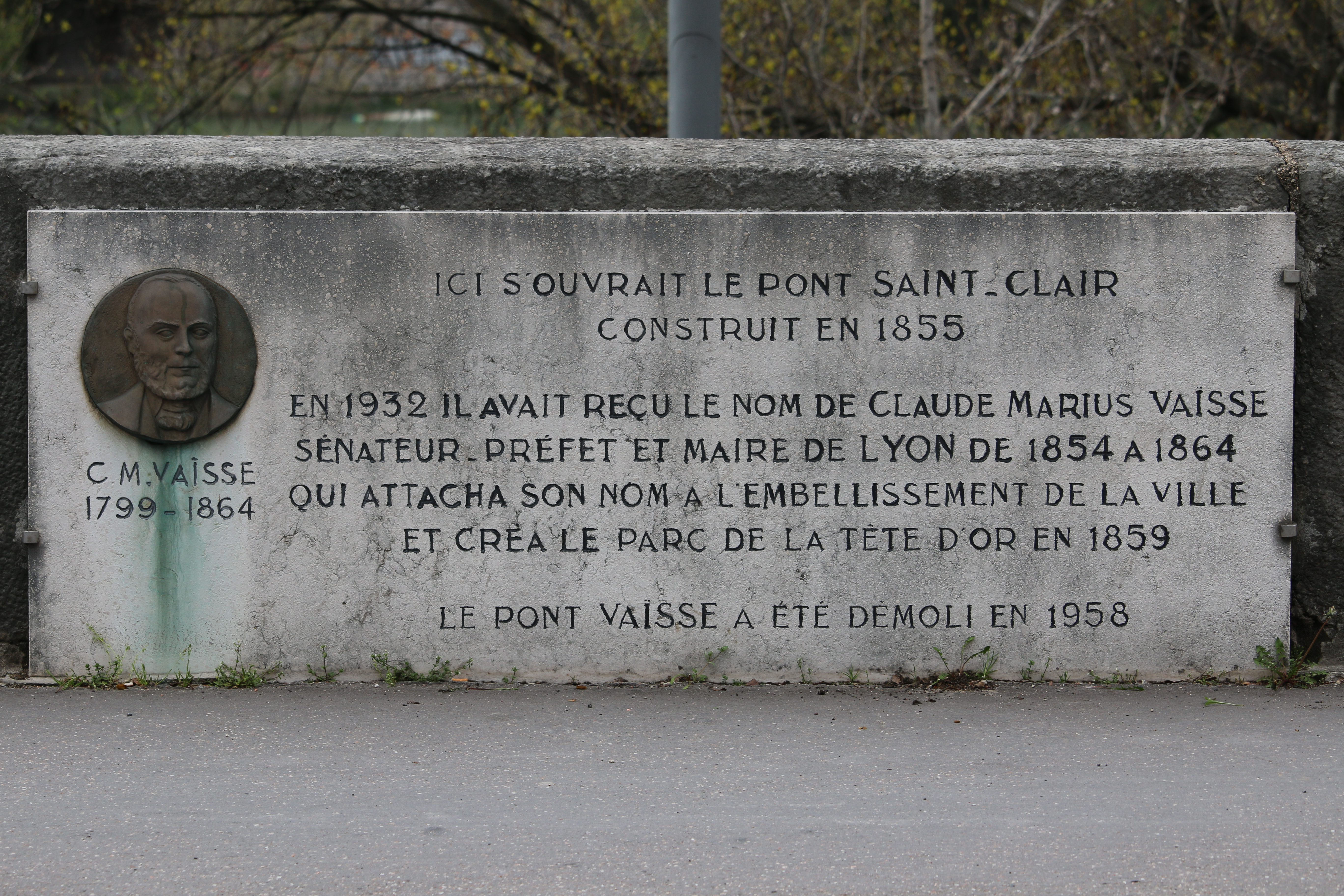
Мемориальная доска на месте бывшего моста Вайсс через Рону
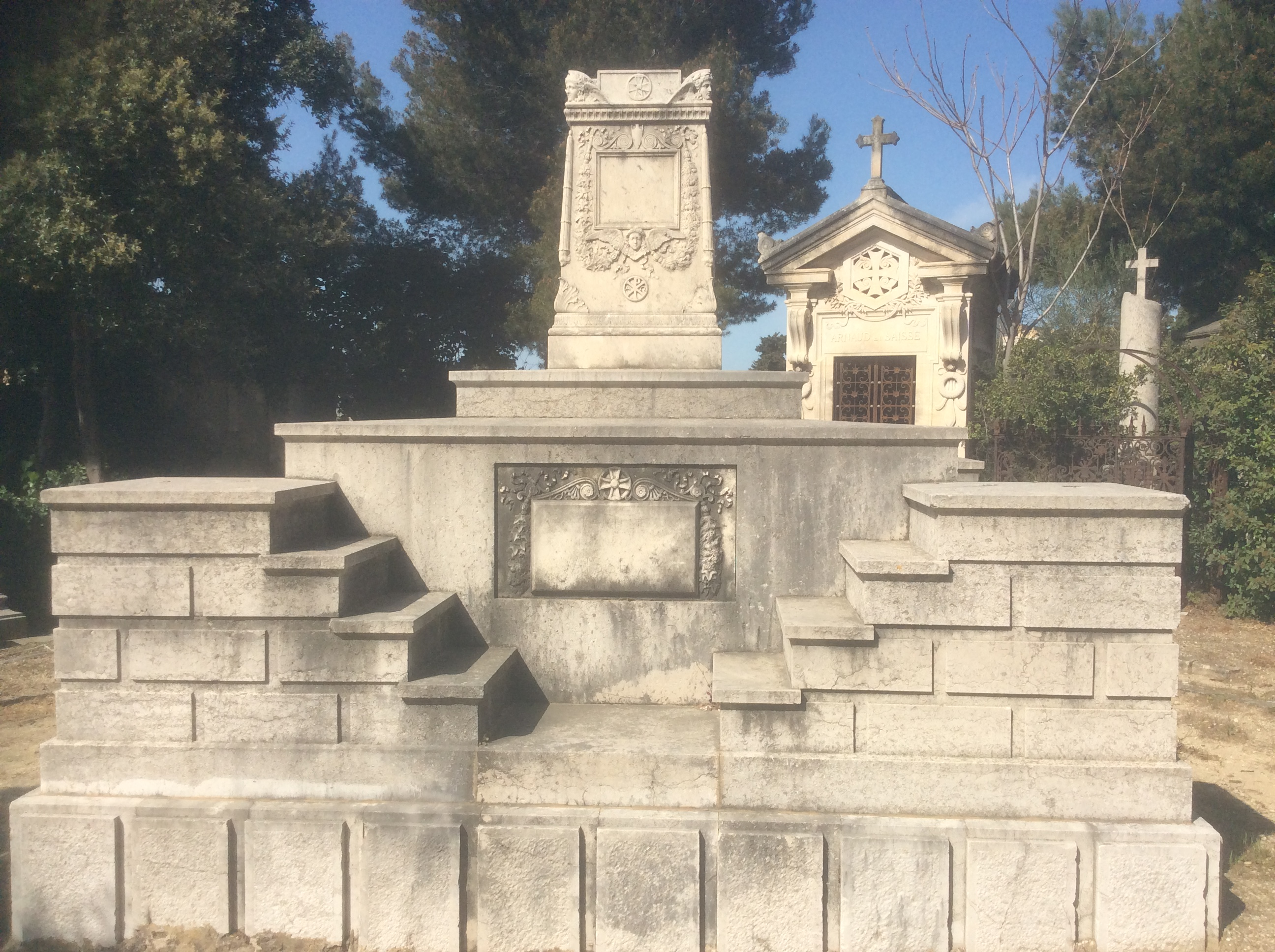
Могила Клода-Мариюса Вайсса в Марселе
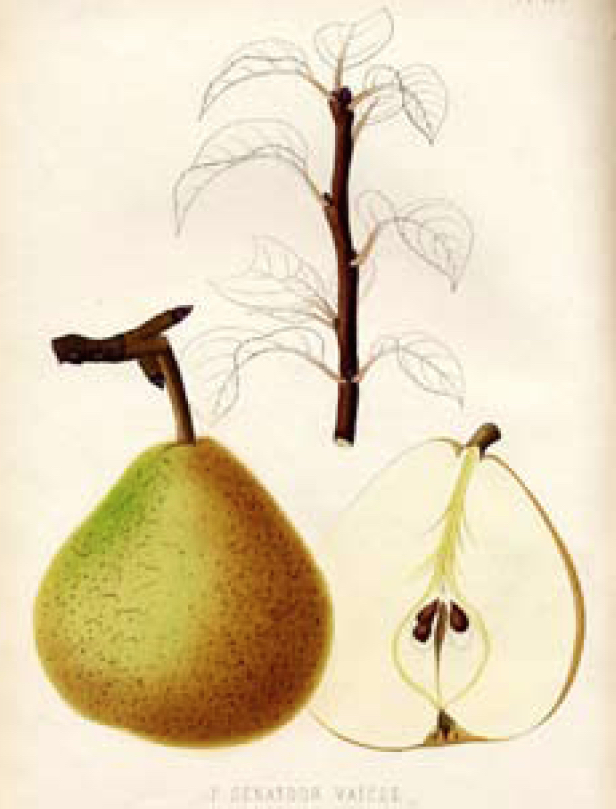
Груша «Сенатор Вайсс»

## Награды
Сенатор Клод-Мариюс Вайсс стал обладателем всех пяти степеней ордена Почётного легиона:
- с 1 сентября 1835 — кавалер
- с 29 апреля 1846 — офицер
- с 11 августа 1851 — командор
- с 13 августа 1857 — великий офицер
- с 22 июня 1863 — большой крест

## Комментарии
1. ↑  В начале 1850-х годов Италия была разделена на множество мелких государств, а почти вся её северная часть входила в состав Австро-Венгерской империи. Император попал под влияние Кавура по итальянскому вопросу и стал выступать в поддержку объединения Италии под руководством Сардинского королевства и короля Виктора Эммануила II. Это ставило под угрозу не только лидерство папы в Италии, но и само существование независимой Папской области, чем католические иерархи были, разумеется, недовольны[20].
2. ↑  Речь идёт не о современном здании, открытом в 1908 году, а о прежнем деревянном сооружении, которое могло быть быстро демонтировано в случае конфликта[30].
3. ↑  См. открытое письмо издателя Лабома министру юстиции Франции[36].